# Теодор Бенфей
Теодор Бенфей (1809—1881) — німецький філолог, санскритолог, основоположник порівняльного літературознавства, творець так званої «міграційної теорії».

## Життєпис
Народився в родині єврейського торговця, який навчав його давньоєврейської мови. Після блискучого навчання в Геттінгенському університеті провів рік в Мюнхені, де слухав лекції Шеллінга та Тірша. Потім вчителював у Франкфурті. У 1834 році був призначений приват-доцентом Геттінгенського університету. 
Займався спочатку класичною та семітською філологією, пізніше його інтерес змістився до санскриту. У 1848 опублікував видання Сама-веди, в 1852—1854 керівництво по санскриту (з граматикою і хрестоматією), в 1858 практичну граматику санскриту, а в 1859 році знамените видання «Панчатантри», у великій передмові до якого простежив міграцію сюжетів звідти у велику кількість національних фольклорних традицій і літератур.
Новий метод (названий «теорією запозичень», «теорією міграції» або «індіанізмом») швидко став поширюватися всією Європою. Бенфей засновував також часопис «Orient und Occident» («Схід і Захід»), присвячений вивченню східних впливів.
1862 року він отримав звання ординарного професора, 1866 року опублікував санскритсько-англійський словник, а в 1869 написав історію німецької філології (зокрема східної).
Серед його відомих учнів був зокрема Джеймс Мердок.